# 美少女戦士セーラームーン ANOTHER STORY ミュージックコレクション
『美少女戦士セーラームーン ANOTHER STORY ミュージックコレクション』（びしょうじょせんしセーラームーン アナザー ストーリー ミュージックコレクション）は、スーパーファミコン版『美少女戦士セーラームーン ANOTHER STORY』のサウンドトラック。1996年2月21日に日本コロムビアから発売された。

## 概要
『美少女戦士セーラームーン ANOTHER STORY』のゲームミュージックが収録されている。全13曲のうちは有澤孝紀が作曲・編曲を担当。
ジャケットイラストには、伊藤郁子が描きおろしている。

## 収録曲
1. Sunshine Moonlight [4:40]
  - 歌：プリティキャスト
  - 作詞：佐藤ありす、作曲・編曲：有澤孝紀
2. 緊迫の十番商店街 [1:57]
3. 火川神社 [2:17]
4. 無限学園 [2:02]
5. 石をさがして [8:37]
〜氷河の村カイネス〜
〜守人の村ヤガ〜
〜森と湖の村メディス〜
〜石化の村リアス〜
6. ヘル・デスティニー [2:44]
7. 四天王 [2:13]
8. オポシティオ戦士 [2:19]
9. シャーマン・アプスー [2:51]
10. サスペンス&イリュージョン [3:58]
11. 別離 [2:32]
12. バトル [2:27]
13. ボーナストラック 〜セーラーサターンのテーマ〜 [2:13]